# Violinkoncert (Nielsen)
Carl Nielsens Koncert for violin og orkester, op. 33 [DF61] blev skrevet i 1911 til Peder Møller (1877-1940). Den har tre satser, og åbner med et virtuost præludium som fører attacka ind i den første sats.

## Baggrund
Koncerten for violin og orkester, opus 33, var ikke en nem opgave for Nielsen. Fra den 6. juni til 8. juli 1911 opholdt Carl Nielsen sig på Troldhaugen i Bergen, Norge efter invitation af Nina Grieg.
Dagen efter hjemkomsten fra Norge den 15. juli skrev han til Svend Godske-Nielsen: “Det gaar fremad med min Violin-Consert, men Opgaven er aldeles ikke let: Paa den ene Side skulde det jo være ordentlig Musik og paa den anden, vilde det være meningsløst at skrive net en Consert ifald der ikke toges Hensyn til Instrumentet. Men det er netop her det kniber; thi altfor udtraadte Pasager o.s.v. kan jeg ikke saa godt finde mig i. Nu skal vi alligevel se hvad det kan give, som man siger.
Han færdiggjorde koncerten først i midten af december 1911.

## Offentlig modtagelse
Uropførelse fandt sted den 28. februar 1912 sammen med uropførelsen af hans 3. symfoni “Sinfonia Espansiva”. Carl Nielsen dirigerede selv Det Kongelige Kapel i Odd Fellows Palæ i København med Peder Møller, Nielsens foretrukne violin-virtuos, som solist. Nielsen talte om den "store entusiasme", hvormed koncerten blev modtaget, mens pressen frem for alt fremhævede Møllers mesterlige spilleværk. Robert Henriques bemærkede i sin yderst positive anmeldelse: "Violinkoncerten er et meget betydningsfuldt værk, som vil få gevinst hver gang, den høres, fordi man naturligvis kun gradvist bliver opmærksom på alle de geniale detaljer." Han betragtede koncerten i sin helhed, som inkluderede uropførelsen af Nielsens tredje symfoni, som en demonstration af komponistens "sjældne talent" og kommenterede, at han var "på den sande vej mod de store mål, han har sat sig". Den blev en slags milepæl for Nielsen, der skrev om sin overvældende "Erfolg" (succes). Violin Koncerten blev fortsat modtaget med entusiasme, da den blev opført ved flere lejligheder i de følgende år, ikke kun i Danmark, men også i Göteborg og Stockholm, altid med Møller som solist. 

## Musik
1. Prelude. Largo – Allegro cavalleresco
2. Poco adagio
3. Rondo. Allegretto scherzando

I modsætning til Nielsens senere værker har koncerten en distinkt, melodiorienteret neoklassisk struktur. Usædvanligt for en koncert starter den med et præludium. Det virtuose "Praeludium" efterfølges af en iørefaldende melodi for orkestret, der giver mulighed for tricks med violinen. Den langsomme Adagio fører direkte, “attacka”, til den afsluttende scherzo, som Nielsen kommenterede, "giver afkald på alt, hvad der kunne blænde eller imponere".

## Instrumentering
- 2 fløjter, 2 oboer, 2 klarinetter, 2 fagotter, 4 horn, 2 trompeter, 3 basuner, pauker, strygere .